# Nedbank Golf Challenge 2013
De Nedbank Golf Challenge 2013 was een golftoernooi dat liep van 5-8 december 2013 en werd gespeeld op de Gary Player Country Club in Sun City. Het toernooi maakte deel uit van de Sunshine Tour 2013 en de Europese PGA Tour 2014, dat voor het eerst werd opgenomen op het Europese PGA-seizoen.
Titelhouder was de Duitse golfer Martin Kaymer en het prijzengeld bedroeg $ 6.500.000.
Het toernooi werd opgericht door Gary Player en het is het 3de toernooi van Europese PGA-seizoen 2014, dat niet overeenkwam met het kalenderjaar. Tegelijkertijd werd het Hong Kong Open 2014 gespeeld, waar Robert-Jan Derksen en Thomas Pieters aantreden.
Nu het toernooi niet meer alleen voor de Sunshine Tour telt, is het aantal spelers verhoogd tot dertig. In dezelfde week wordt de Northwestern Mutual World Challenge van de Amerikaanse Tour gespeeld, waar Graeme McDowell zijn titel verdedigt en Rory McIlroy, Ian Poulter en Lee Westwood meedoen.

## Verslag
De par van de baan is 72.

### Ronde 1
Deze nacht overleed Nelson Mandela. Voor de start van de ronde werd een minuut stilte in acht genomen, ingeleid door Ernie Els, die hem in 1994 voor het eerst ontmoette en hem goed kende. Hij noemde hem de vader van zijn land en het Afrikaanse continent. George Coetzee twitterde "The father of our nation has closed his eyes so that the rest of the world may open theirs".
De eerste ronde werd drie uren onderbroken wegens dreigend onweer. De eerste spelers hadden net negen holes gespeeld. 
Luke Donald stond op dat moment aan de leiding. Een uur na de herstart werd het spel weer onderbroken. Vrijdag werd ronde 1 vervolgd en Sergio García nam met -6 de leiding.

### Ronde 2
Jamie Donaldson speelde de eerste negen holes in 31 slagen en gaf de leiding niet meer uit handen. Ryan Moore en Henrik Stenson eindigden op de 2de plaats, Thomas Bjørn en Martin Kaymer op de 4de plaats en Brendon De Jonge en Charl Schwartzel op de 6de plaats.

### Ronde 3
Donaldson had in 2013 een mooi jaar, hij speelde 20 toernooien en haalde 17 cuts. Hij won in Abu Dhabi, werd 2de in Turkije en verdiende ruim € 2.000.000. Maar hij zit nog in de 'flow'. Dit is zijn eerste toernooi van seizoen 2014. De top-3 spelers bleven op dezelfde positie, en Donaldson behield drie slapen voorsprong op Bjørn en Moore.

### Ronde 4
Een fantastische ronde met twee eagles en vier birdies waren voor Thomas Bjørn ruim voldoende om te winnen, daar kon zelfs nog een bogey op de laatste hole bij. Sergio García maakte ook een ronde van 65 en kwam naast Donaldson op de 2de plaats.
Voor Thomas Bjørn was dit de 2de overwinning in 2013 want hij won ook de European Masters in Crans. In totaal heeft hij nu 424 toernooien op de Europese Tour gespeeld en 15 keer gewonnen.
- Scores

| Naam             | R2D | WR | Score R1 | Score R1 | Nr  | Score R2 | Score R2 | Totaal | Nr | Score R3 | Score R3 | Totaal | Nr  | Score R4 | Score R4 | Totaal | Nr  |
| ---------------- | --- | -- | -------- | -------- | --- | -------- | -------- | ------ | -- | -------- | -------- | ------ | --- | -------- | -------- | ------ | --- |
| Thomas Bjørn     | =   | 34 | 67       | -5       | T   | 70       | -2       | -7     | 4  | 66       | -6       | -13    | T2  | 65       | -7       | -20    | 1   |
| Jamie Donaldson  | =   | 29 | 67       | -5       | T2  | 66       | -6       | -11    | 1  | 67       | -5       | -16    | 1   | 70       | -2       | -18    | T2  |
| Sergio García    | =   | 20 | 66       | -6       | 1   | 73       | +1       | -5     | T9 | 66       | -6       | -11    | T4  | 65       | -7       | -18    | T2  |
| Henrik Stenson   | =   | 3  | 69       | -3       | T7  | 67       | -5       | -8     | T2 | 69       | -3       | -11    | T4  | 67       | -5       | -16    | 4   |
| Ryan Moore       | =   | 32 | 71       | -1       | T10 | 65       | -7       | -8     | T2 | 67       | -5       | -13    | T2  | 73       | +1       | -12    | T7  |
| Thongchai Jaidee | =   | 47 | 69       | -3       | T7  | 70       | -2       | -5     | T9 | 66       | -6       | -11    | T4  | 72       | par      | -11    | 9   |
| Joost Luiten     | =   | 52 | 74       | +2       | T21 | 68       | -4       | -2     | 16 | 75       | +3       | +1     | T21 | 69       | -3       | -2     | T16 |
| Luke Donald      | =   | 15 | 68       | -4       | T5  | 71       | -1       | -5     | T9 | 74       | +2       | -3     | 16  | 74       | +2       | -1     | 19  |

| Leider |  | Toernooirecord |  | DQ = disqualified |  | R2D = Race To Dubai |  | WR = Wereldranglijst |

## Spelers
- Martin Kaymer, titelverdediger
- Branden Grace, winnaar Order of Merit Sunshine Tour
- Thaworn Wiratchant, winnaar Order of Merit Aziatische PGA Tour
- Peter Senior, winnaar Order of Merit Australaziatische PGA Tour
- Morten Ørum Madsen, winnaar laatste Zuid-Afrikaans Open

Top-10 internationale spelers uit de top-30 van de FedEx Cup
- Henrik Stenson, nr 1
- Justin Rose, nr 10, winnaar US Open
- Sergio García, nr 22
- Gary Woodland, nr 23
- Kevin Streelman, nr 25
- Brendon De Jonge, nr 26
- Charl Schwartzel, nr 27
- Luke Donald, nr 28
- D A Points, nr 30

Top-10 internationale spelers uit de top-30 van de Race To Dubai van 2012
- Jamie Donaldson, nr 5
- Victor Dubuisson, nr 6
- Gonzalo Fdez-Castaño, nr 7
- Richard Sterne, nr 8
- Thongchai Jaidee, nr 9
- Thomas Bjørn, nr 10
- Matteo Manassero, nr 11, winnaar Brits PGA Kampioenschap
- Joost Luiten, nr 12
- Francesco Molinari, nr 13
- Peter Uihlein, nr 14

Zuid-Afrikaanse spelers uit de top-30 van de wereldranglijst
- Ernie Els, nr 24
- Louis Oosthuizen, nr 30

Aanvulling van het spelersveld
- Darren Fichardt, Sunshine Tour Order of Merit nr 1
- Dawie Van der Walt, Sunshine Tour Order of Merit nr 2
- Ryan Moore, OWGR nr 33
- David Lynn, OWGR nr 44